# Cabañas (ort i Kuba)
Cabañas är en ort i Kuba.   Den ligger i provinsen Artemisa, i den västra delen av landet, 60 km väster om huvudstaden Havanna. Cabañas ligger 7 meter över havet och antalet invånare är 5 894.
Terrängen runt Cabañas är huvudsakligen platt, men söderut är den kuperad. Havet är nära Cabañas åt nordväst. Runt Cabañas är det ganska tätbefolkat, med 139 invånare per kvadratkilometer. Närmaste större samhälle är Mariel, 17,2 km öster om Cabañas. Omgivningarna runt Cabañas är en mosaik av jordbruksmark och naturlig växtlighet.